# Rajendra I Chola
Rajendra Chola I o Rajendra I fou un rei o emperador Chola que és considerat un dels governants i generals més grans de l'Índia. Va succeir al seu pare Rajaraja I el 1014. Durant el seu regnat, va estendre la influència dels Chola a les ribes del riu Ganges al Nord de l'Índia i a través de l'oceà Índic a l'oest, fent de l'imperi Chola un dels imperis més potents de l'Índia. Les conquestes de Rajendra van incloure les Illes Andaman i Nicobar, Sri Lanka, Maldives, i va envair i assaltar amb èxit els territoris de Srivijaya a Malàisia, Indonèsia i Tailàndia del sud a l'Àsia Sud-oriental. El Chola van percebre tribut de Tailàndia i del regne khmer de Cambodja. Va derrotar a Mahipala, el rei Pala de Bengala i Bihar, i per commemorar la seva victòria va construir una ciutat i nova capital anomenada Gangaikondapuram.

## Primers anys de vida i ascens
Rajendra Chola era fill de Rajaraja Chola i Thiripuvana Madeviyar, princesa de Kodumbalur. Va néixer a Thiruvathirai al mes tàmil d'Aadi. Originalment es va dir Maduranthagan. Va passar la major part de la seva infantesa a Palayarai i va ser criat per la seva tia Kundavai i la seva besàvia Sembian Madevi. Va ser designat co-regent el 1012. Rajendra va ascendir formalment al tron Chola el 1014. El 1018 va instal·lar al seu fill gran Rajadhiraja Chola I com príncep hereu.

## Conquestes militars

### Primeres campanyes
Rajendra va dirigir les campanyes dels Chola del 1002. Aquestes van incloure la conquesta dels dominis dels Raixtrakuta i les campanyes contra els Chalukya Occidentals. Va conquerir els territoris Chalukya de Yedatore (una part gran del districte de Raichur entre el Riu Krishna i el Tungabhadra), Banavasi al nord-oest de Mysore i la capital Manyakheta. Rajendra va construir un temple de Siva a Bhatkal. El 1004 va capturar Talakad i va enderrocar la dinastia Ganga Occidental que havia governat sobre Mysore per gairebé 1000 anys. També va conquerir Kollipakkai, al nord de Hyderabad en el modern estat de Telangana. 
| « | In the 8th year of the reign of Kopparakesarivanmar sri Rajendra Sola Deva, who, while the goddess of Fortune, having become constant, increased, and while the goddess of the great Earth, the goddess of victory in battle and the matchless goddess of Fame, having become his great queens, rejoiced-that in his extended lifetime, conquered with his great war-like army Idaiturai-nadu, Vanavasi shut in by a fence of continuous forests; Kollipakkai, whose walls were surrounded by sulli trees; Mannaikkadakkam whose fortification was unapproachable. | » |

### Conquesta de Sri Lanka

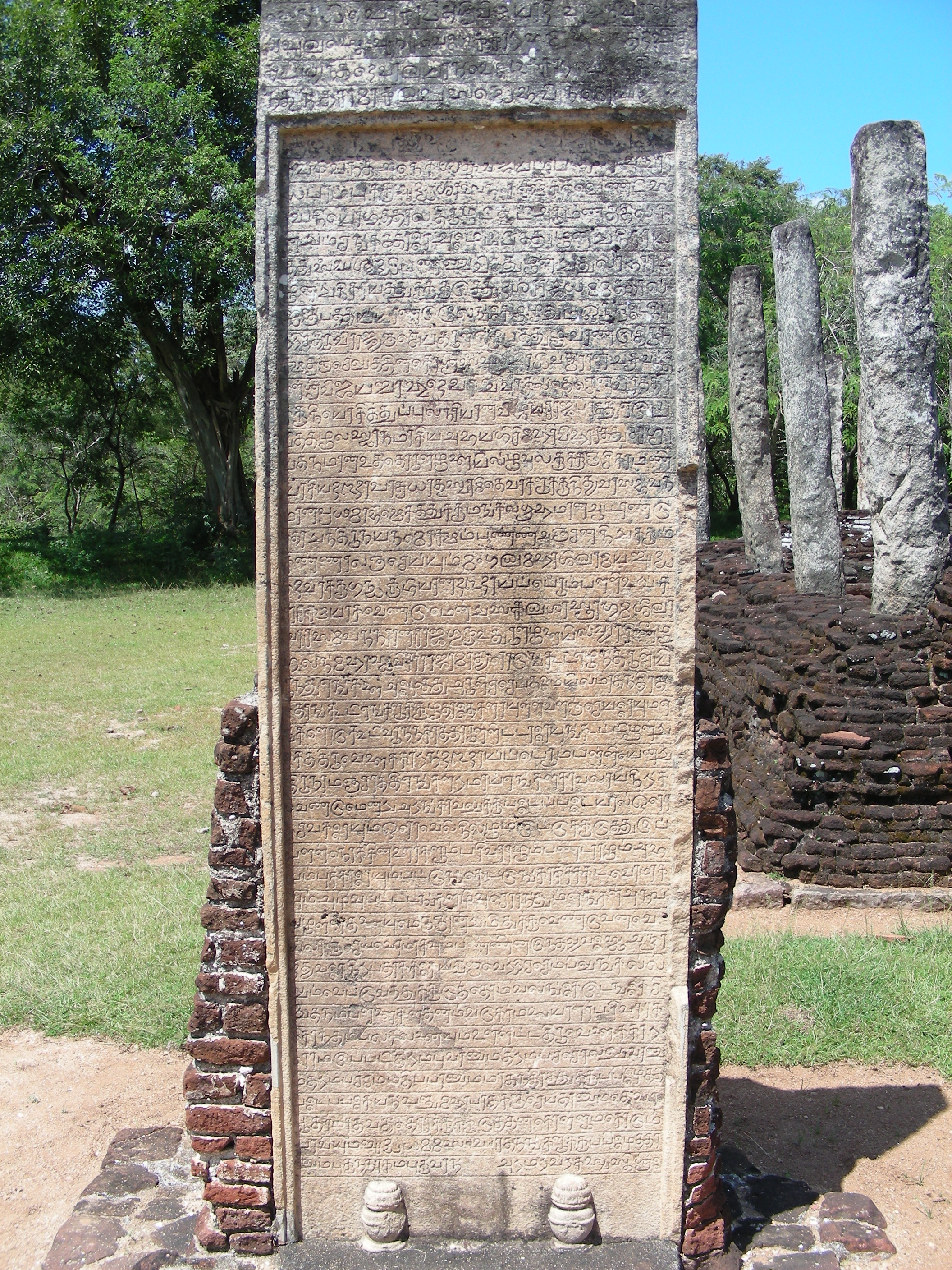
Inscripció datada el 1100 a Polonnaruwa, Sri Lanka

Rajaraja Chola va conquerir la meitat del nord de Sri Lanka durant el seu regnat. Rajendra va envair Ceilan el 1017 i va annexionar l'illa sencera. Arran de la campanya, Rajendra va capturar les joies règies dels Pandyes que el rei Chola Parantaka I (907-950/955) va intentar capturar, Chola,

### Pandyes i Cheres
El 1018 Rajendra va avançar a través dels territoris Pandya i Txera, regnes referits en la inscripció del plat de coure tàmil. Els territoris esmentaven ja estaven conquerits durant el regnat de Rajaraja I. Rajendra va nomenar un dels seus fills com a virrei amb el títol de Jatavarman Sundara Chola-Pandya amb Madurai com a seu.

### Conflicte Chalukya

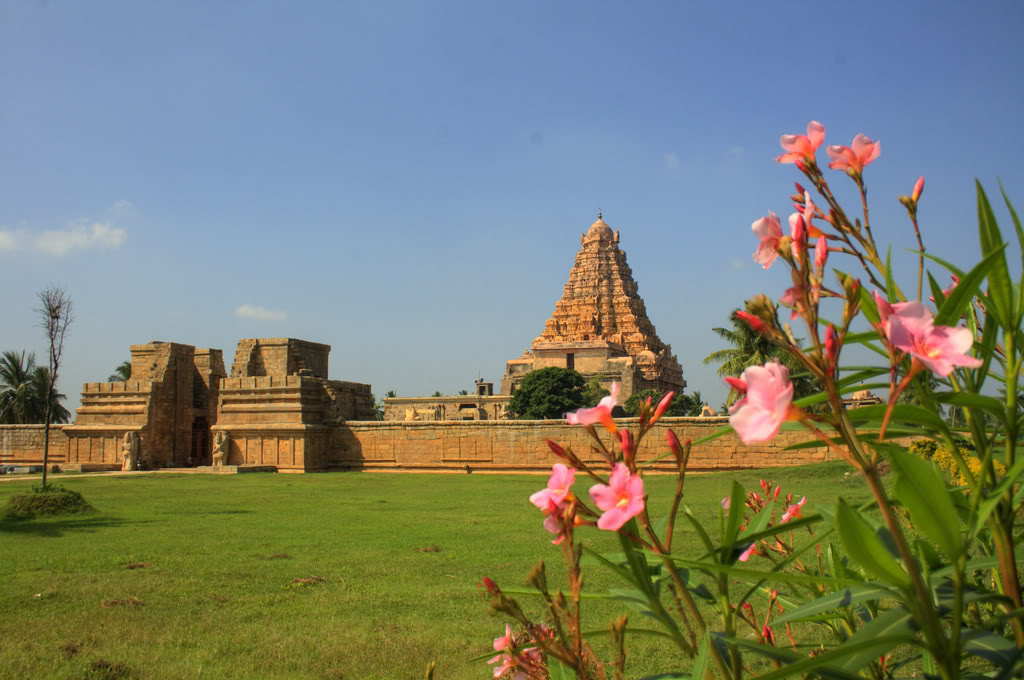
Gangaikonda Cholapuram va ser construït per Rajendra Chola per celebrar el seu èxit en l'expedició al Ganges

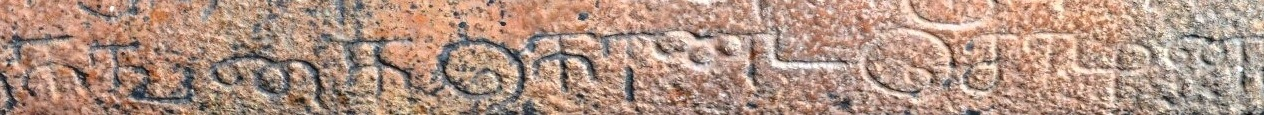
Brihadeeswarar Temple inscripció on diu: "Gangaikondacholan"

El 1015 Jayasimha II esdevingué rei dels Chalukya Occidentals. Va intentar recuperar les pèrdues que havia patit el seu predecessor Satyashraya, qui va fugir de la seva capital i fou més tard restaurat al tron per Raja Raja I Narendra com a tributari. Inicialment, Jayasimha II va tenir èxit, ja que Rajendra estava ocupat amb les seves campanyes a Sri Lanka. El 1021 després de la mort del rei Txalukya Oriental, Vimaladitya de Vengi, Jayasimha va donar suport al pretendent al tron Vijayaditya VII contra les reclamacions de Rajaraja Narendra, el qual era el fill de Vimaladitya i d'una princesa Chola de nom Kundavai. Rajendra va ajudar el seu nebot Rajaraja Narendra en la lluita contra Vijayaditya VII. Els seus exèrcits van derrotar a Vijayaditya VII en una batalla a Vengi i a Jayasimha II en la batalla de Maski.

### Expedició al Ganges
El 1019 les forces de Rajendra van marxar a través de Kalinga cap al riu Ganges. L'exèrcit Chola finalment va arribar al regne Pala de Bengala on van derrotar el rei Mahipala. Els Chola també van derrotar el darrer governant de la dinastia Kamboja Pala, Dharmapala de Dandabhukti. Els Chola van assaltar l'est de Bengala i van vèncer Govindachandra de la dinastia Chandra envaint la regió de Bastar. Els territoris van adquirir l'estatus de tributaris subordinats i socis comercials del regne de Chola, un arranjament que va durar fins als temps de Kulothunga Chola III (1178-1218). Va construir una capital nova a Gangaikondapuram i va construir el temple de Brihadeeswarar similar al temple de Brihadeeswarar a Tanjore (Thanjavur).

### Expedició al sud-est asiàtic
Srivijaya era un regne centrat a Palembang a l'illa de Sumatra, governat per la dinastia Sailendra. Durant el regnat de Mara Vijayatungavarman, Srivijaya havia tingut bones relacions amb els Chola que tenien per sobirà a Rajaraja Chola I; Mara Vijayatungavarman va construir el vihara (temple) Chudamani a Nagapattinam. Mara va ser succeït per Sangrama Vijayatunggavarman.
El rei khmer Suryavarman I va fer la guerra en el regne de Tambralinga a la península Malaia. Suryavarman I va demanar ajut a Rajendra. Després de saber l'aliança de Suryavarman amb Rajendra Chola, Tambralinga va demanar l'ajut de Srivijaya, el qual va ser concedit per Sangrama. Això finalment va portar a l'expedició Chola contra Sri Vijiya. Aquesta aliança en part també va tenir un matís religiós, ja que l'imperi Chola i el regne khmer eren hinduistes xivaistes, mentre Tambralinga i Srivijaya eren budistes mahayana.

Territoris de Rajendra Chola I vers 1030

El 1025 Rajendra va dirigir les forces Chola a través de l'Oceà Índic i va envair Srivijaya, atacant diversos llocs dins les modernes Malàisia i Indonèsia. Els Chola van saquejar Kadaram (la capital) i Pannai a Sumatra i Malaiyur a la Península de Malaca. Rajendra També va envair Tambralinga i el regne de Langkasuka a la Malàisia moderna i Tailàndia del sud. La invasió Chola va suposar el final de Srivijaya. El seu poder marítim va declinar a causa de l'atac Chola. Després d'això els Chola van conquerir parts importants de Srivijaya, incloent els seus ports de Ligor, Kedah, i Tumasik (ara Singapur). La invasió Chola a més va causar l'expansió de les associacions de comerciants tàmils com Manigramam, Ayyavole, i Ainnurruvar per l'Àsia Sud-oriental. Al segle següent comerciants tàmils del sud de l'Índia van dominar l'Àsia Sud-oriental. L'expedició de Rajendra Chola és esmentada en la forma corrompuda de "Raja Chulan" en la crònica medieval malaia Sejarah Melaya, i alguns prínceps malais tenen noms que acaben amb Cholan o Chulan, com Raja Chulan de Perak. Una referència contemporània de Rajendra Chola el descriu com a rei de Lamuri al nord de Sumatra. La invasió Chola va portar a la caiguda de la dinastia Sailendra de Srivijaya i també coincideix amb el viatge de retorn del gran erudit budista Atiśun des de Sumatra a l'Índia el 1025.

## Obra i llegat

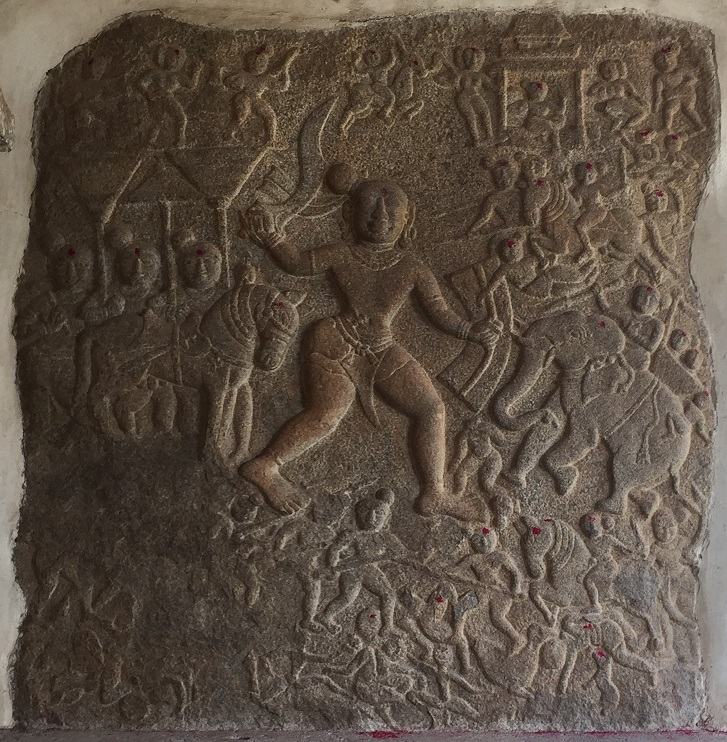
Rajendra Chola en Batalla, Temple de Kolaramma, Kolar

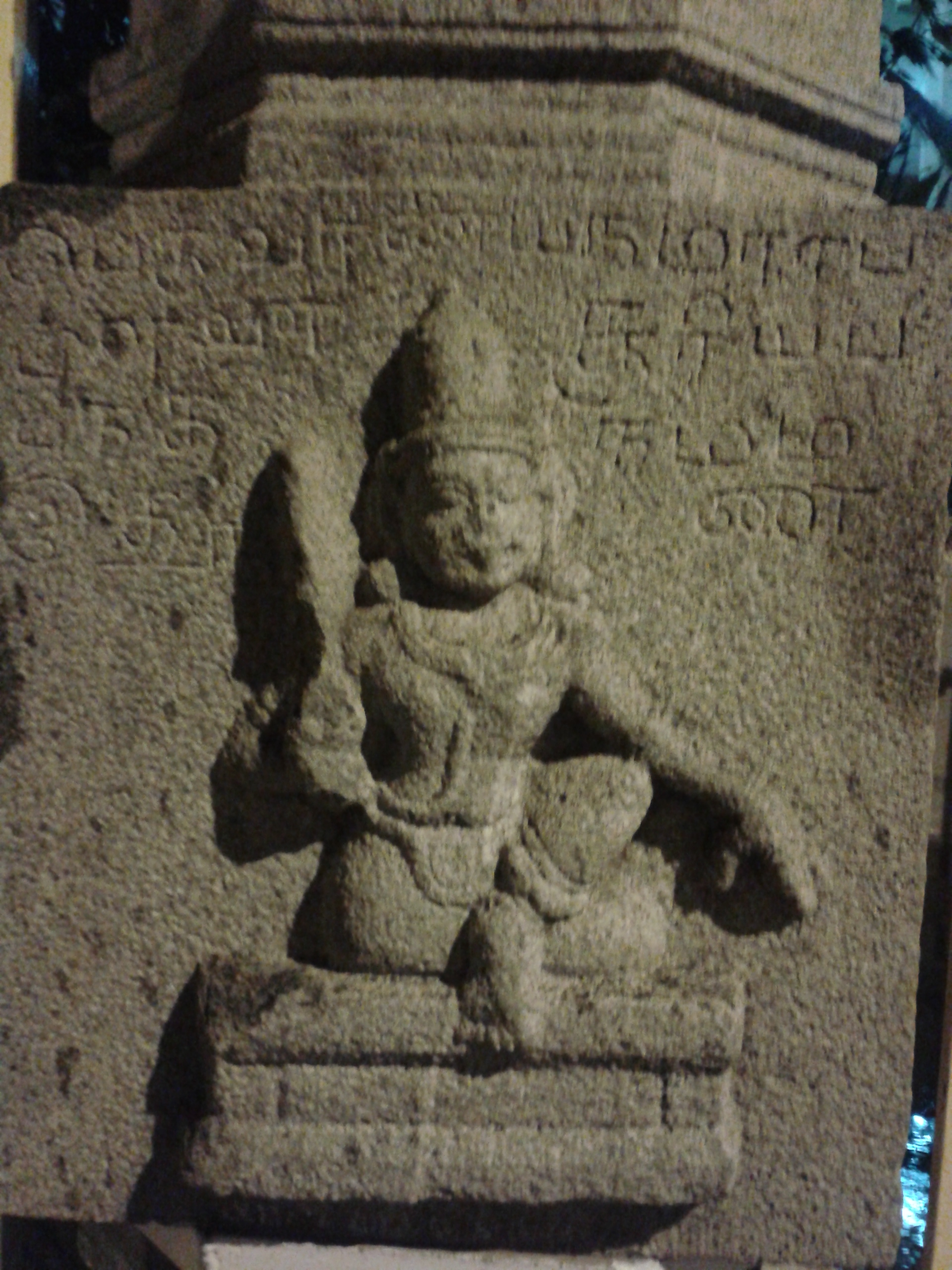
Escultura de pedra amb inscripció tàmil al temple de Chokkanathaswamy a Bangalore, construït al segle X dC

Rajendra Chola va construir un gran llac artificial d'uns 25 km de llarg i uns 5 km d'ample que era un dels més gran fets per l'home a l'Índia. La capital fortificada de Rajendra Chola era d'impressionant grandaria. L'extensió de l'imperi el feia el més gran dins Índia i el prestigi militar i naval estava aleshores al seu punt més alt. Les invasions exitoses de Rajendra Chola va ser aplaudides per diversos poetes medievals tàmils com Jayamkondan en el seu text Kalingattupparani i Ottakkoothar en el seu text Ula.
Després de la seva campanya exitosa al riu Ganges a l'Índia del nord aconseguí el títol de Gangaikonda Chola (El Chola que va agafar el riu Ganges). I després de la seva exitosa campanya cap al sud-est d'Àsia aconseguí el títol de Kadaram Kondan (El que va agafar Kedah a Malaya). Va fundar una ciutat nova com a capital que va anomenar Gangaikonda Cholapuram i va construir un temple de Xiva similar al temple de Brihadisvara a Thanjavur, el temple construït pel seu pare Rajaraja Chola. Va expandir el temple Pathirakali Ammân i el temple Koneswaram de Trincomalee. Va heretar el títol Mummudi Cholan (Chola amb tres corones) del seu pare amb Mummudi, un títol utilitzat pels reis tàmils que van governar els tres regnes de Chola, Pandya i Chera. Per commemorate les seves conquestes, Rajendra va assumir altres títols com Mudigonda Cholan i Irattapadikonda Cholan.
L'èpica malaia Hikayat Iskandar Zulkarnain va ser escrita sobre Alexandre el Gran (Iskandar Dhul-Qarnayn) i el ancestre de diverses famílies reials del sus-est asiàtic és traçada de Iskandar Zulkarnain, a través de Raja Rajendra Chola (Raja Suran, Raja Chola) en els Annals Malais, com per exemple la reialesa Minangkabau de Sumatra.

## Vida personal
Rajendra Chola va tenir nombroses esposes incloent Tribuvana o Vanavan Mahadeviar, Mukkokilan, Panchavan Mahadevi, Arindhavan Madevi i Viramadevi que es van tirar a la pira funerària a la mort de Rajendra. El Siddanta Saravali de Trilochana Sivacharya, que fou contemporani de Kulothunga Chola III diu que Rajendra fou un poeta que va compondre himnes de lloança a Xiva. Rajendra va tenir tres fills: Rajadhiraja Chola, Rajendra Chola II i Virarajendra Chola, que el van succeir al tron Chola un després de l'altre. Tenia també dues filles: Pranaar Arul Mozhi Nangai i Ammanga Devi. El principal general que va dirigir les seves campanyes fou Senapati Narakkan Sri Krishnan Raman.